# Fèlix de Bilibio
Fèlix de Bilibio —San Felices (castellà)— (Bilibio, actual Haro la Vieja, Haro, la Rioja, ca. 443 - Monestir de San Millán de Suso, 574) va ser un eremita que va viure a les muntanyes de la Rioja. És venerat com a sant per l'Església catòlica i altres confessions cristianes.

## Biografia

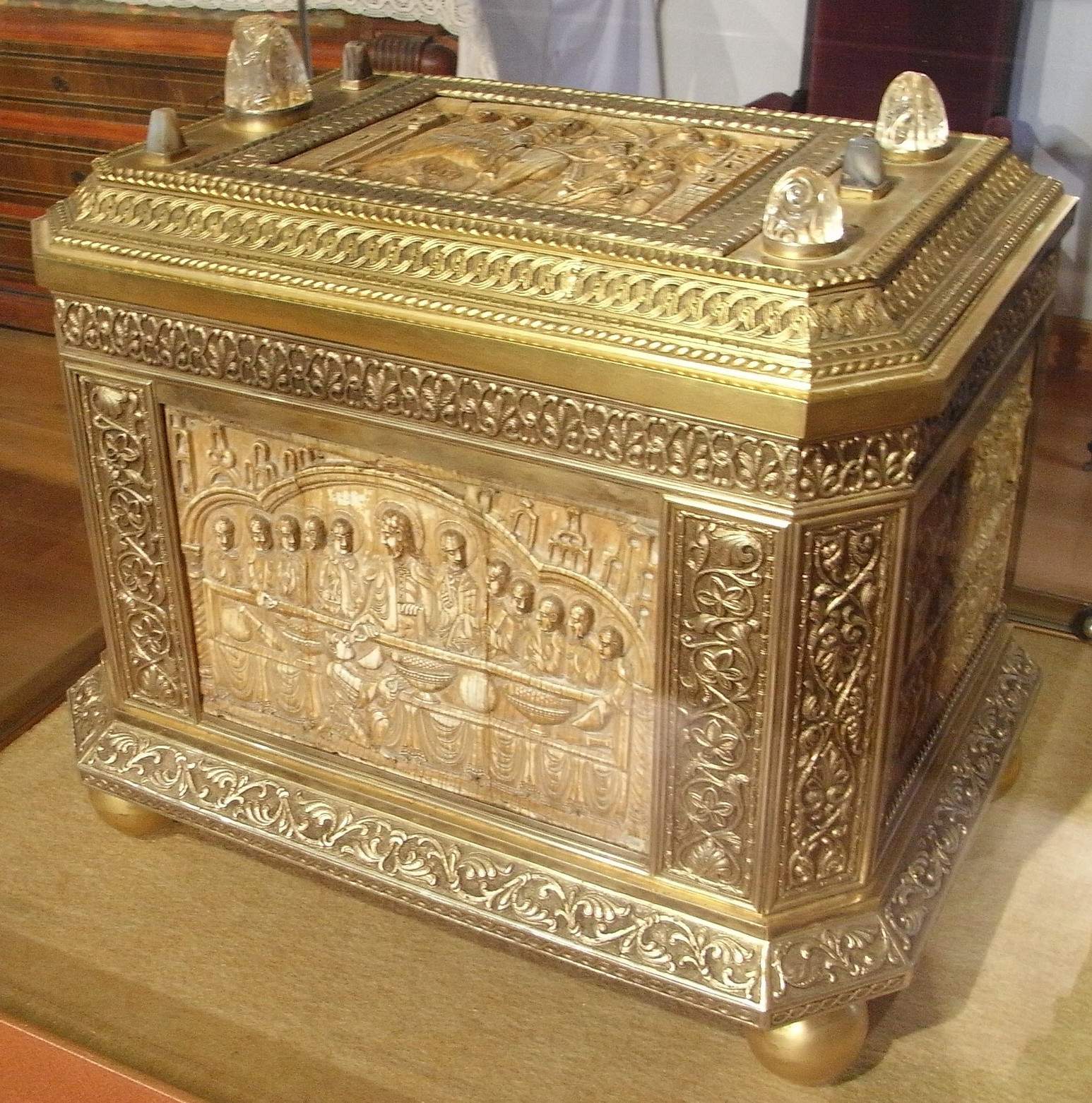
Arqueta de San Felices, al monestir de San Millán de la Cogolla

Fèlix nasqué cap al 443, i es retirà a fer vida eremítica als Riscos de Bilibio, prop d'Haro, i hi adquirí fama de santedat. En 493 hi anà a trobar-lo Emilià de la Cogolla, que volia fer com ell i el prengué com a mestre, vivint amb ell tres anys, fins que marxà a la zona de l'actual San Millán de la Cogolla. Fèlix continuà a Bilibio fins a la seva mort, en 520. Hi fou sebollit, fins que en 1090 les seves restes foren portades al Monestir de San Millán de Yuso.

## Veneració
En 1052 Garcia Sanxes III de Pamplona va consagrar el monestir de Santa María la Real de Nájera i volgué portar-hi restes de diversos sants. Va obtenir el permís del bisbe d'Àlaba per dur-se de Bilibio les restes de Fèlix, i el mateix rei s'hi adreçà per fer-ne el trasllat. En fer obrir la tomba del sant als Riscos de Bilibio, el bisbe sentí que se li torçava la boca i es desfermà una gran tempesta: s'interpretà el fet com que el cel s'oposava a la translació i el seguici marxà sense les restes.
Poc després de la conquesta de Toledo (1085, l'abat Blas de San Millán, considerant que a la muntanya no podia rebre el culte merescut, decidí portarl les relíquies de Fèlix al seu monestir, perquè fossin amb les del seu deixeble Emilià. En 1090, donà el seu permís el rei Alfons VI de Castella, senyor del castell de Bilibio, fent-se'n el trasllat en 6 de novembre del mateix any. Les restes es col·locaren, ja el monestir de San Millán de Yuso, en una arca d'argent repussada i amb plaques d'ivori tallades, anomenada Arca de San Felices, avui mostrada al museu del monestir de San Millán de Yuso.
Se li atribuïren molts miracles i fou proclamat patró d'Haro en 1644, com també de Viana (s'hi celebra l'1 de febrer). En 1655, a Haro es constituí la Cofraría de San Felices, encara en actiu.

## Enllaços externs

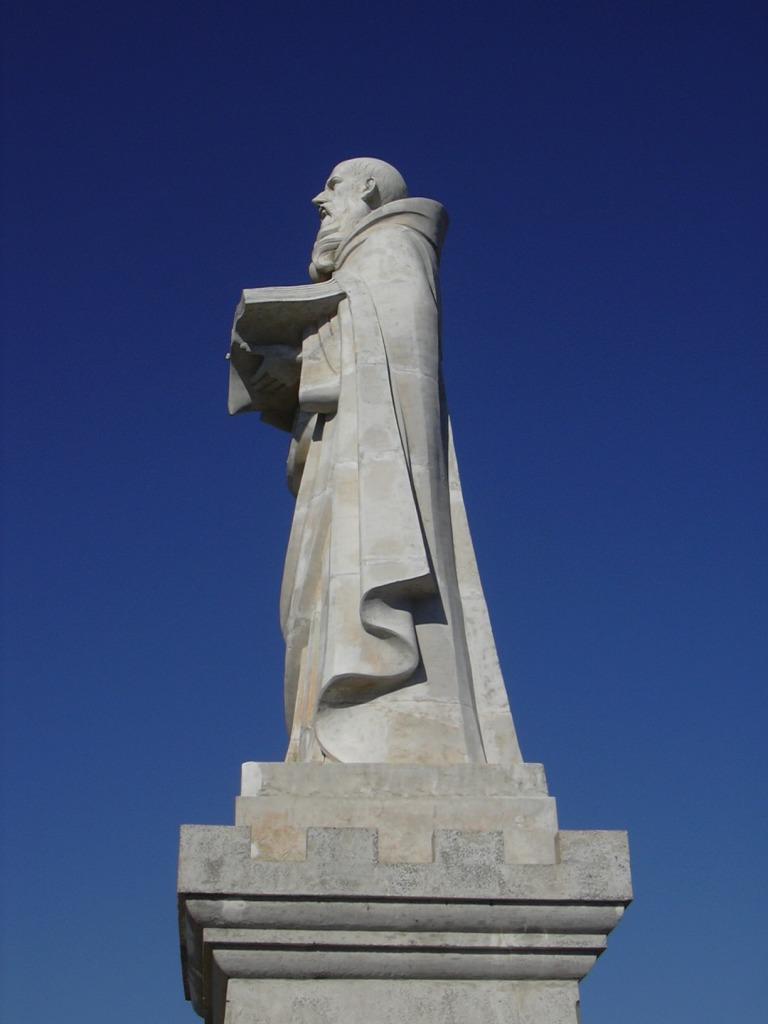
Monument al sant a Haro, 1964
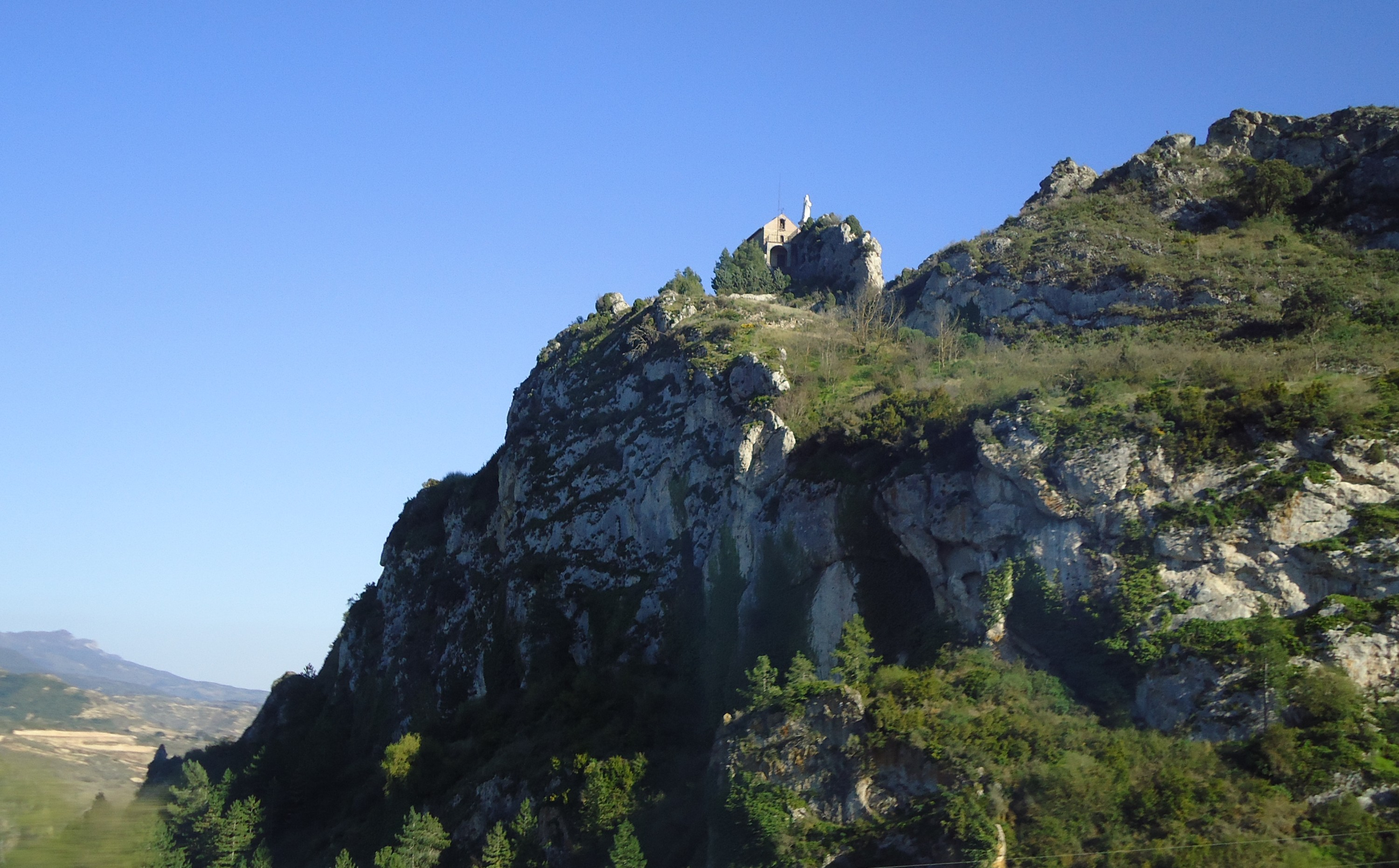
Ermita de San Felices als Riscos de Bilibio
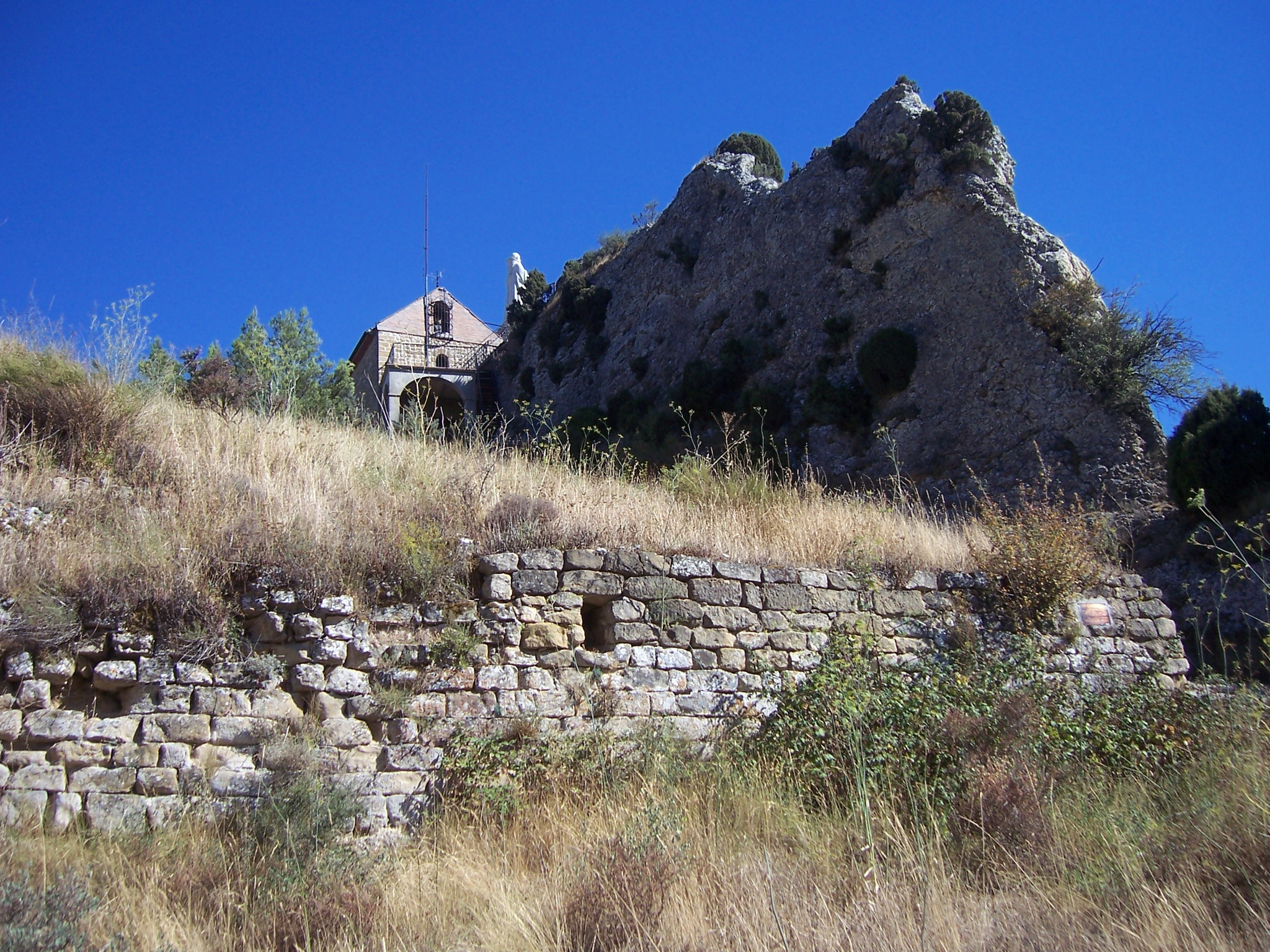
Antic castell de Bilibio, amb l'ermita i l'estàtua del sant